# H-espaço
Em matemática, um H-espaço é um espaço topológico X (geralmente suposto conexo) juntamente com uma aplicação contínua μ: X × X → X com um elemento identidade e de modo que μ(e, x) = μ(x, e) = x para todo x em X.